# Іхтіла
Іхтіла (груз. იხტილა) — село в Грузії.
За даними перепису населення 2014 року в селі проживає 978 осіб.